# Wahl zum Repräsentantenhaus in Nepal 2017
Die Wahl zum Repräsentantenhaus in Nepal 2017 fand am 26. November 2017 und 7. Dezember 2017 statt. Dies war die erste Wahl des neu geschaffenen Unterhauses, des Pratinidhi Sabha, des nepalesischen Parlaments entsprechend der neuen Verfassung von 2015.

## Wahlergebnis
Das Wahlbündnis zwischen der Kommunistischen Partei Nepals (Vereinigte Marxisten-Leninisten) (CPN-UML), angeführt vom ehemaligen Ministerpräsidenten Khadga Prasad Oli, und der Kommunistischen Partei Nepals – Maoistisches Zentrum  (CPN-MC), angeführt vom ehemaligen Ministerpräsidenten Pushpa Kamal Dahal „Prachanda“, gewann die Wahlen. Die Nepalesische Kongresspartei (NC) vom bisherigen Premierminister Sher Bahadur Deuba wurde Zweite.
Am 15. Februar 2017 wurde Khadga Prasad Oli als neuer Ministerpräsident vereidigt. Mit der Einberufung des Repräsentantenhauses und der Nationalversammlung am 5. März 2018 endete offiziell das 2007 eingerichtete Interimsparlament. Die Nationalversammlung wurde kurze Zeit später im Februar 2018 gewählt.
| Partei                                                                         | Sitze insgesamt | Gewonnene Wahlkreise | Sitze durch Verhältniswahl |
| ------------------------------------------------------------------------------ | --------------- | -------------------- | -------------------------- |
| Kommunistische Partei Nepals (Vereinigte Marxisten-Leninisten) (CPN-UML)       | 121             | 80                   | 41                         |
| Nepalesische Kongresspartei                                                    | 63              | 23                   | 40                         |
| Kommunistische Partei Nepals – Maoistisches Zentrum (CPN-MC)                   | 53              | 36                   | 17                         |
| Rastriya Janata Partei Nepals (RJP)                                            | 17              | 11                   | 6                          |
| Föderales Sozialistisches Forum Nepals (FSFN)                                  | 16              | 10                   | 6                          |
| Rastriya Prajatantra Partei Nepals (RPP, National-Demokratische Partei Nepals) | 1               | 1                    | 0                          |
| Naya Shakti Partei                                                             | 1               | 1                    | 0                          |
| Rastriya Janamorcha                                                            | 1               | 1                    | 0                          |
| Nepalesische Arbeiter- und Bauern-Partei (Nepal Majdur Kisan)                  | 1               | 1                    | 0                          |
| Unabhängige                                                                    | 1               | 1                    | 0                          |